# Faïza Soulé Youssouf
Faïza Soulé Youssouf (geb. März 1985, Moroni, Njazidja) ist eine Journalistin und Schriftstellerin in den Komoren.

## Leben
Faïza Soulé Youssouf arbeitete zunächst als Journalistin bei der Zeitung Al-Watwan, wo sie im Juni 2017 zur Chefredakteurin gewählt wurde. Im Mai 2018 trat sie jedoch von ihrem Posten zurück weil sie zu viel Repressionen und Bedrohungen erlebt hatte.
Einige Tage vor dem Verfassungsreferendum in den Komoren 2018 unterzeichnete sie einen Artikel in der Le Monde mit dem Titel «Aux Comores, le référendum constitutionnel de tous les dangers» (Auf den Komoren, das Verfassungsreferendum aller Gefahren) Während der Abstimmung veröffentlichte sie auf Facebook ein Video, in welchem sie von den Spannungen an den Wahllokalen berichtete, woraufhin sie von höchster Regierungsebene kritisiert wurde. Der Innenminister Mohamed Daoudou drohte sogar, Strafverfolgung gegen sie anzustrengen.
Im Oktober desselben Jahres wurde sie über eine Demonstration der Opposition berichtet hatte. 2019 nahm sie ihre journalistische Tätigkei in der Redaktion von Al-Watwan wieder auf.
2015 veröffentlichte sie ihren ersten Roman Ghizza, à tombeau ouvert (Ghizza, am offenen Grab). Der Roman hat einen „zu kämpferische und [...] libertäre Duktus“ («La verve trop militante et… libertaire») für die Gesellschaft der Komoren.

## Werke
- Ghizza: à tombeau ouvert. Cœlacanthe, Moissy-Cramayel 2015, ISBN 979-10-91275-32-3